# Kim Dong-su
Kim Dong-su (kor. 김동수; * 21. Februar 1995 in Jeonju), im deutschen Sprachraum bekannt unter der dort üblichen Namenreihenfolge Dongsu Kim, ist ein südkoreanischer Fußballspieler. Er steht in Vietnam bei Hoàng Anh Gia Lai unter Vertrag und ist ehemaliger südkoreanischer Nachwuchsnationalspieler.

## Karriere

### Vereinskarriere
Bis 2013 spielte Kim für die Mannschaft der Kyung-Hee-Universität in Seoul. Im Januar 2014 wechselte Kim zum Hamburger SV und kam bis zum Ende der Saison 2013/14 auf fünf Einsätze in der A-Jugend (U19) in der A-Junioren-Bundesliga, in denen er einen Treffer erzielte. Zur Saison 2014/15 schaffte Kim nicht den Sprung zu den Profis, sondern wurde in die zweite Mannschaft integriert, für die er 23 Mal in der viertklassigen Regionalliga Nord zum Einsatz kam und einen Treffer erzielte. Es folgten 22 Regionalligaeinsätze (ein Tor) in der Saison 2015/16. Nachdem Kim in der Saison 2016/17 zu keinem Regionalligaeinsatz gekommen war, lösten er und der Verein seinen Vertrag Ende Januar 2017 auf.
Im Juli 2017 schloss sich Kim dem japanischen Erstligisten Ōmiya Ardija an. Bis zum Ende der Saison 2017, in der Ōmiya Ardija abstieg, kam er zu keinem Ligaeinsatz. Nach der Saison 2018, in der er zu einem Einsatz im Kaiserpokal kam, verließ Kim den Verein.
Am 31. Januar 2019 schloss sich Kim dem Regionalligisten VfB Lübeck an. Er erhielt einen Vertrag mit einer Laufzeit bis zum 30. Juni 2020. Bis zum Ende der Saison 2018/19 kam Kim unter dem Cheftrainer Rolf Landerl zu 7 Einsätzen (alle in der Startelf). Mit dem VfB gewann er den SHFV-Pokal, was zur Teilnahme am DFB-Pokal berechtigte. In der Saison 2019/20 pendelte Kim zwischen Startelf und Ersatzbank. Er kam auf 14 Einsätze (11-mal von Beginn), wobei er am 2. Spieltag kurz vor dem Spielende den Siegtreffer gegen Altona 93 erzielte. Die Spielzeit wurde aufgrund der COVID-19-Pandemie abgebrochen. Der VfB Lübeck, der zu diesem Zeitpunkt 25 Spiele absolviert hatte, wurde mittels einer Quotientenregelung zum Meister erklärt. Da die Nordstaffel in diesem Jahr den Direktaufsteiger stellte, stieg der VfB Lübeck in die 3. Liga auf. Kims zum Saisonende auslaufender Vertrag wurde nicht verlängert.
Im Juli 2020 kehrte Kim nach Südkorea zurück und schloss sich dem Zweitligisten FC Anyang an. In seiner Heimat musste er noch seinen 18-monatigen Wehrdienst bei den südkoreanischen Streitkräften ableisten. Bis zum Ende der Saison 2020 kam er auf 9 Ligaeinsätze.
Anfang Januar 2021 wechselte Kim kurz vor dem Beginn der Saison 2021 zum vietnamesischen Erstligisten Hoàng Anh Gia Lai. Hier stand er bis Ende Mai 2022 unter Vertrag. Für HAGL bestritt er 13 Erstligaspiele. Im Juni 2022 kehrte er in seine Heimat zurück. Hier schloss er sich dem Zweitligisten Busan IPark in Busan an.

### Nationalmannschaft
Für die U18-Nationalmannschaft von Südkorea absolvierte er vier Partien, für die U22 eine.

## Erfolge
- Aufstieg in die 3. Liga: 2020
- Meister der Regionalliga Nord: 2020
- SHFV-Pokal-Sieger: 2019